# キングレコード第三クリエイティブ本部
第三クリエイティブ本部（だいさんクリエイティブほんぶ）は、かつて日本のレコード会社・キングレコードにおいて、アニメ・声優関連の音楽・映像制作を担当していた部署。同社内でほぼ同様の事業を展開していたスターチャイルドレコードとは別部門であった。
以前は「ES制作部」、「VC制作部MMグループ」、「第三クリエイティブ本部MM制作部」の名称であった。

## 概要
キングレコード株式会社における「メインレーベルの製作部署」の中のひとつであり、担当する作品・アーティストは独立したレーベル名ではなく、メインレーベル（キングレコード、KING RECORDS）名義で出され「キングレコード所属」「キングレコード制作」と表記されていた。一方、キングレコード株式会社内でメインレーベルとは別にアニメなどを取り扱う「スターチャイルドレコード（スターチャイルドレーベル）」があり、混同あるいは比較されることがあった（更にスターチャイルドから独立する形で「EVIL LINE RECORDS」が設立されている）。
第三クリエイティブ本部長兼制作グループ長だった三嶋章夫は、水樹奈々や田村ゆかりなどのプロデューサーを務めており、その関連イベントの司会を務めることも多く関西弁を交えたツッコミを出演者に浴びせるなど、「みっしー」という愛称でファンから親しまれている。

## 歴史
かつてVC制作部時代に、製作を担当したCD封入のアンケートはがきに記載されていた宛先が「キングレコード株式会社 VC制作部」であったため、一部には存在が知られていたが、近年になって『魔法少女リリカルなのは』シリーズの企画・製作を担当することでそれまで以上に知られるようになる。
2009年2月に組織変更により「VC制作部MMグループ」から「第三クリエイティブ本部MM制作部」となる。第三クリエイティブ本部長は『魔法少女リリカルなのはStrikerS』スーパーバイザーや『BLUE DROP』企画の田中勇（現在は管理本部長兼映像制作部長ほか）が務めた。担当役員は高田耕司（通称：おいちゃん）。
2013年2月1日付けの大幅組織改変の際に第三クリエイティブ本部から映像制作部を独立させる形で分離、残ったMM制作部を持って新生・第三クリエイティブ本部（本部長：三嶋章夫）に昇格、下位部署として「制作グループ」（グループ長：三嶋章夫/兼任）、「宣伝販促グループ」（グループ長：稲生雅信）が新設された。これにより実質スターチャイルドレコードと同格の部署になった。
2014年10月から放送のテレビアニメ『クロスアンジュ 天使と竜の輪舞』ではスターチャイルドレコードと初の共同製作を行った。
2015年6月には、第三クリエイティブだけでなくスターチャイルドなどキングレコード系アニメの集大成とも言えるライブイベントKING SUPER LIVE 2015を開催。
2016年2月1日付けでスターチャイルドと統合し、「キング・アミューズメント・クリエイティブ本部」に組織変更した。

## 主なスタッフ
- 重村博文 - 代表取締役社長 社業全般、第三クリエイティブ本部担当。
- 三嶋章夫 - 執行役員 第三クリエイティブ本部長、同本部制作グループ長。
- 稲生雅信 - 第三クリエイティブ本部宣伝販促グループ長。

## 担当作品

### テレビアニメ
- 魔法少女リリカルなのは（2004年）
- 魔法少女リリカルなのはA's（2005年）
- 魔法少女リリカルなのはStrikerS（2007年）
- BLUE DROP（2007年）
- ロザリオとバンパイア（2007年） - 製作委員会筆頭はハピネット。
- ロザリオとバンパイア CAPU2（2008年） - 製作委員会筆頭はハピネット。
- WHITE ALBUM（2009年）
- B型H系（2010年） - 主題歌・キャラクターソングアルバムのみ。製作委員会筆頭はハピネット。
- DOG DAYS（2011年） - 製作委員会参加・OPのみ。製作委員会筆頭はアニプレックス。
- うたの☆プリンスさまっ♪ マジLOVE1000%（2011年）
- BLOOD-C（2011年） - EDのみ。
- 戦姫絶唱シンフォギア（2012年）
- DOG DAYS'（2012年） - 製作委員会参加・OPのみ。製作委員会筆頭はアニプレックス。
- 戦姫絶唱シンフォギアG（2013年）
- 変態王子と笑わない猫。（2013年） - 音楽制作・主題歌のみ。
- 革命機ヴァルヴレイヴ（2013年） - OP（ソニーミュージックと共同制作）のみ。
- うたの☆プリンスさまっ♪ マジLOVE2000%（2013年）
- WHITE ALBUM2（2013年）
- 最近、妹のようすがちょっとおかしいんだが。（2014年） - 音楽制作・EDのみ。
- クロスアンジュ 天使と竜の輪舞（2014年）[3]
- DOG DAYS"（2015年） - 製作委員会参加・OPのみ。製作委員会筆頭はアニプレックス。
- うたの☆プリンスさまっ♪ マジLOVEレボリューションズ（2015年）
- 城下町のダンデライオン（2015年） - 音楽制作・主題歌のみ。
- 戦姫絶唱シンフォギアGX（2015年）
- うたわれるもの 偽りの仮面（2015年）

### アニメ映画
- 魔法少女リリカルなのは The MOVIE 1st（2010年）
- 魔法少女リリカルなのは The MOVIE 2nd A's（2012年）

### OVA
- とらいあんぐるハート 〜Sweet Songs Forever〜（2003年）

## かつて所属していたアーティスト
いずれも2016年2月のキング・アミューズメント・クリエイティブ本部発足時に同部署に移行。
- 小倉唯
- 田村ゆかり[注 1]
- 水樹奈々
- 水瀬いのり
- 宮野真守
- ゆいかおり

### フィックスレコード
- 上原れな
- Suara

## ラジオ番組
- 水樹奈々 スマイルギャング（2002年 - ）-文化放送をキー局にNRN系9局で放送
  - 提供クレジットこそ無いが、第三クリエイティブ本部関連のCMが流れる。ただし、北陸放送・信越放送など一部の放送局では、これらのCMが流れないため、完全にPT扱いでの放送となっている。
- 田村ゆかりのいたずら黒うさぎ（2003年 - 2016年）-文化放送をキー局にNRN系6局で放送 
  - 田村の移籍後も、しばらくはコナミ（現・KDE-J）が引き続き第三クリエイティブ本部と共同でスポンサーとなっていた。コナミ撤退後は第三クリエイティブ本部単独提供となっている。
- 喫茶 黒うさぎ〜秘密の小部屋〜（2007年 - 2016年）
  - 田村ゆかりがパーソナリティを務めるインターネットラジオ。キング運営の「Oh!sama TV」で配信されている。
- 宮野真守のm-1ぐらんぷりっ!（2010年 -　2012年）-東海ラジオ・京都放送・ラジオ関西・RKBラジオ
  - ラジオ関西ではPT扱いでの放送となっていた。
- 宮野真守のRADIO SMILE（2014年 - ）-文化放送ローカル
- ゆいかおりの実♪（2014年 - ）-文化放送ローカル